# Malmöns landskommun
Malmöns landskommun var en tidigare kommun i dåvarande  Göteborgs och Bohus län.

## Administrativ historik
Denna kommun bildades 1909 genom en utbrytning ur Askums landskommun i Sotenäs härad i Bohuslän.
20 april 1900 inrättades här Malmöns municipalsamhälle. 
Vid kommunreformen 1952 uppgick kommunen med municipalsamhället i Södra Sotenäs landskommun som 1974 uppgick i Sotenäs kommun.

## Politik

### Mandatfördelning i Malmöns landskommun 1938-1946
| 4 | 10 | 6 |

| 19 |

| 11 | 9 |

| 19 |

| 4 | 12 | 4 |

| 18 |